# アンリミテッド (映画)
『アンリミテッド』（原題：Tracers）は、2015年のアメリカ合衆国のアクションスリラー映画。

## キャスト
※括弧内は日本語吹替
- カム - テイラー・ロートナー（加瀬康之）： バイク・メッセンジャーの青年。
- ニキ - マリー・アヴゲロプロス（中原麻衣）： パルクールのグループの女性。
- ミラー - アダム・レイナー（中村和正）： グループのリーダー。
- ディラン - ラフィ・ガヴロン（柳田淳一）： グループのメンバー。ニキの兄。